# راگبی ساحلی

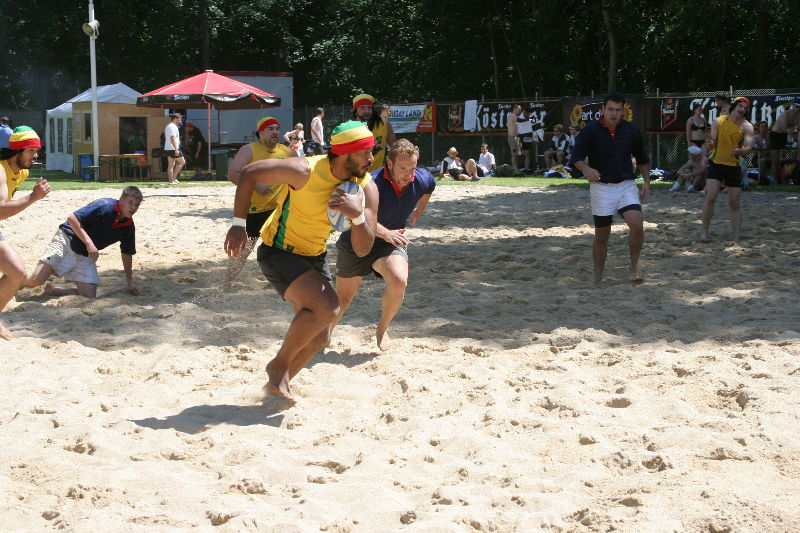
مسابقه راگبی ساحلی

راگبی ساحلی (به انگلیسی: Beach rugby) ورزشی است که می‌توان آن را یکی از گونه‌های راگبی فوتبال، راگبی لیگ یا راگبی اتحاد برشمرد. هیچ نهاد ویژه‌ای برای سازماندهی این ورزش مانند فوتبال ساحلی و والیبال ساحلی وجود ندارد. اما لیگ‌های راگبی ساحلی به‌طور معمول در اروپا برگزار می‌شود. این ورزش به ویژه در ایتالیا محبوب است.
ابعاد میدان
اندازه یک زمین راگبی ساحلی به تصمیم لیگ بستگی دارد. طول این میدان بین ۳۰–۵۰ متر و عرض ۲۰–۳۵ متر است و عمق گلها ۳–۷ متر است. در زمین هیچ تیر دروازه ای وجود ندارد و خطوط معمولاً با نوعی نوار یا طناب مشخص می‌شوند.
تعداد بازیکنان
بسته به لیگ و اندازه زمین، ۴ یا ۷ بازیکن به‌طور همزمان برای یک تیم مجاز هستند. بسته به لیگ، بین ۳ تا ۷ ذخیره مجاز است. تعویض‌ها اغلب «در حین پرواز» انجام می‌شود، شبیه هاکی روی یخ یا فوتسال.
توپ
از یک توپ راگبی استاندارد استفاده می‌شود، اما بسیاری از لیگ‌ها از یک توپ ۴ به جای اندازه ۵ استفاده می‌کنند، اندازه ای که در تمام سطوح راگبی بالاتر از جوانی استفاده می‌شود. یک توپ راگبی به شکل بیضی شکل است و از پانل‌های چرمی مصنوعی ساخته شده‌است که دارای گودال‌های کوچکی برای افزایش کارایی است.
نمره گذاری
بیشتر لیگ‌ها از سیستم امتیازدهی «یک بار امتحان، یک امتیاز» استفاده می‌کنند، زیرا هیچ پست دفاعی در زمین وجود ندارد. گاهی برای حل بازیهایی که در پایان آیین‌نامه قرعه کشی می‌شوند، از یک‌وقت اضافی مرگ ناگهانی استفاده می‌شود، اما همه لیگ‌ها از این قانون استفاده نمی‌کنند.
یک لیگ ایتالیا از سیستمی استفاده کرد که در داخل دروازه‌ها به پنج مستطیل مساوی تقسیم می‌شدند. امتحانی که از مستطیل‌های بیرونی گرفته شد ۳ امتیاز، از مستطیل مرکزی ۵ امتیاز و از هر دو مستطیل متوسط ۴ امتیاز بود. با این حال، هیچ مدرکی وجود ندارد که این لیگ هنوز وجود داشته باشد. جشنواره راگبی ساحل آملند (هلند) نیز از این سیستم استفاده می‌کند.
زمان‌سنجی
لیگ‌ها یا از دو نیمه ۵ یا ۷ دقیقه ای (با فاصله ۱ یا ۳ دقیقه برای نیمه بازی) به عنوان طول یک مسابقه استفاده می‌کنند. اگر لیگ مورد نظر خواستار آن شود، وقت اضافی بازی می‌شود.
تیم پاسارگاد اولین تیم راگبی ساحلی ایران
مهدی امیری مربی بازیکن تیم پاسارگاد

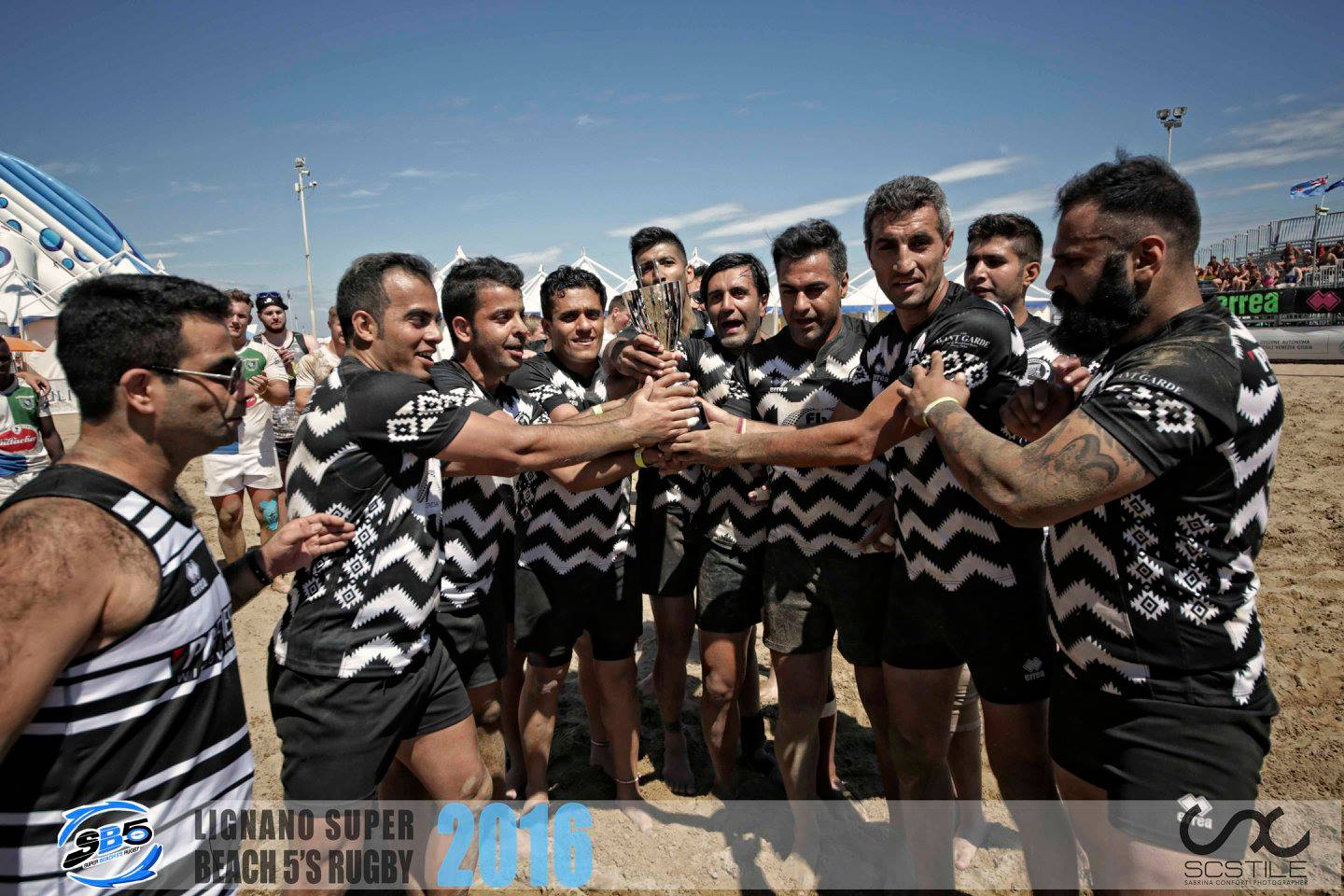

بازیکنان: ایرج رستمی، حمزه زیدآبادی نژاد، علی اکبر غلامی، آرشام متقی نژاد، علی صالحی، هانی نریمانی، عرفان غلامی، سیاوش احمدی، بهادر محمدی، بابک محمدی، حمیدرضا خاکپور، نعیم هرجابی، شهرام بهزادی، کیوان ارشد، 